# 앤드루 파커 볼스
앤드루 헨리 파커 볼스(Andrew Henry Parker Bowles, OBE, 1939년 12월 27일 ~ )는 은퇴한 영국 육군 장교이다. 그는 현재 찰스 3세의 부인인 영국 왕비 카밀라의 전 남편이다.